# Vaxoncourt
Vaxoncourt település Franciaországban, Vosges megyében. Lakosainak száma 502 fő (2022. január 1.). Vaxoncourt Châtel-sur-Moselle, Igney, Nomexy, Pallegney, Thaon-les-Vosges és Zincourt községekkel határos.

## Népesség
A település népessége az elmúlt években az alábbi módon változott:
| Lakosok száma | 527  | 485  | 472  | 452  | 446  | 443  | 463  | 482  | 502  |
|               | 2013 | 2015 | 2016 | 2017 | 2018 | 2019 | 2020 | 2021 | 2022 |